# Olympische Sommerspiele 1988/Leichtathletik – Diskuswurf (Frauen)

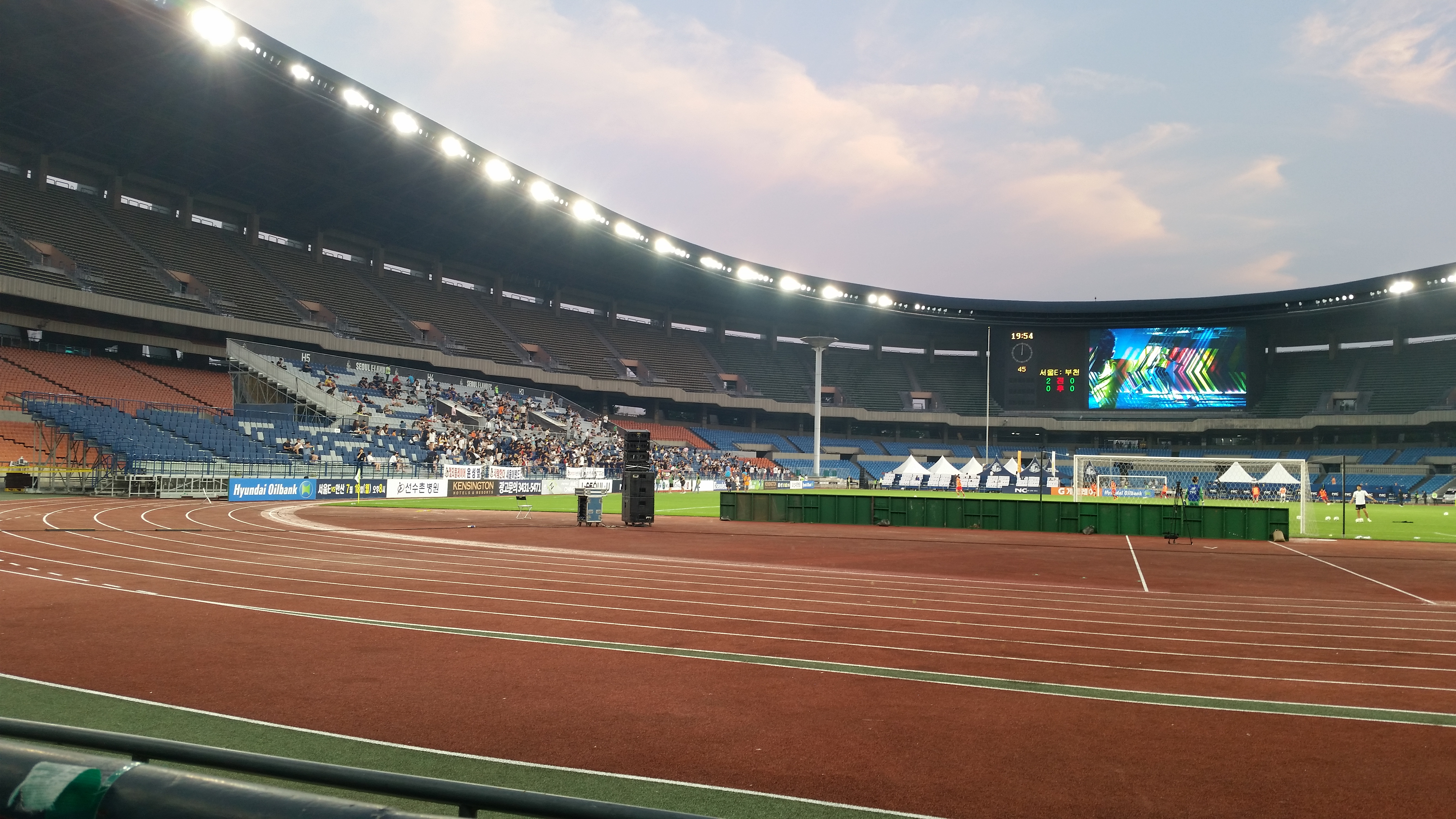
Innenraum des Olympiastadions im Jahr 2016

Der Diskuswurf der Frauen bei den Olympischen Spielen 1988 in Seoul wurde am 28. und 29. September 1988 in zwei Runden im Olympiastadion Seoul ausgetragen. 22 Athletinnen nahmen teil.
Olympiasiegerin wurde Martina Hellmann, frühere Martina Opitz, aus der DDR. Sie gewann vor ihrer Landsfrau Diana Gansky, frühere Diana Sachse, und der Bulgarin Zwetanka Christowa.
Neben den Medaillengewinnerinnen nahm für die DDR Gabriele Reinsch teil. Auch sie erreichte das Finale und wurde Siebte.

Athletinnen aus der Bundesrepublik Deutschland, der Schweiz, Österreich und Liechtenstein nahmen nicht teil.

## Aktuelle Titelträgerinnen
| Olympiasiegerin 1984                      | Ria Stalman ( Niederlande)               | 65,36 m | Los Angeles 1984  |
| Weltmeisterin 1987                        | Martina Hellmann ( DDR)                  | 71,62 m | Rom 1987          |
| Europameisterin 1986                      | Diana Gansky, damals Diana Sachse ( DDR) | 71,36 m | Stuttgart 1986    |
| Panamerikanische Meisterin 1987           | Maritza Martén ( Kuba)                   | 65,58 m | Indianapolis 1987 |
| Zentralamerika und Karibik-Meisterin 1987 | Bárbara Hechevarría ( Kuba)              | 54,94 m | Caracas 1987      |
| Südamerika-Meisterin 1987                 | Luz María Quiñonez ( Ecuador)            | 48,00 m | São Paulo 1987    |
| Asienmeisterin 1987                       | Xing Ailan ( Volksrepublik China)        | 58,08 m | Singapur 1987     |
| Afrikameisterin 1988                      | Grace Apiafi ( Nigeria)                  | 50,60 m | Annaba 1988       |

## Rekorde

### Bestehende Rekorde
| Weltrekord         | 76,80 m | Gabriele Reinsch ( DDR) | Neubrandenburg, DDR (heute Deutschland)        | 9. Juli 1988   |
| Olympischer Rekord | 69,96 m | Evelin Jahl ( DDR)      | Finale OS Moskau, Sowjetunion (heute Russland) | 1. August 1980 |

### Rekordverbesserungen
Olympiasiegerin Martina Hellmann, frühere Martina Opitz, aus der DDR verbesserte den bestehenden olympischen Rekord zweimal:
- 71,84 m – Finale am 29. September, erster Versuch
- 72,30 m – Finale am 29. September, vierter Versuch

## Interne Qualifikation in der DDR
In der DDR gab es 1988 ein ausgesprochen hohes Niveau in dieser Disziplin mit mehr als drei Diskuswerferinnen, die Chancen auf eine Olympiamedaille gehabt hätten. Zur Ermittlung der dritten Starterin neben Europameisterin Diana Gansky, frühere Diana Sachse, und Weltrekordlerin Gaby Reinsch setzte die DDR-Sportführung eine interne Qualifikation am 6. September in Ost-Berlin unter Ausschluss der Öffentlichkeit an. Diese wurde nicht als offizieller Wettkampf an die IAAF gemeldet, so dass auch eventuelle Rekorde keine Anerkennung finden konnten.
In diesem Wettkampf übertraf die spätere Olympiasiegerin und amtierende Weltmeisterin Martina Hellmann, frühere Martina Opitz, zweimal den offiziellen Weltrekord. Ihr weitester Wurf ging auf bis heute unerreichte 78,14 m. Die WM-Vierte von 1987 und Juniorenweltmeisterin Ilke Wyludda kam als Zweite auf 75,36 m. Diese Weite wäre damals Juniorenweltrekord gewesen. Dennoch verpasste Wyludda damit die Olympiaqualifikation. Ob an diesem internen Wettkampf weitere Werferinnen teilnahmen, ist nicht bekannt.

## Legende
Kurze Übersicht zur Bedeutung der Symbolik – so üblicherweise auch in sonstigen Veröffentlichungen verwendet:
| – | verzichtet |
| x | ungültig   |

## Qualifikation
Datum: 28. September 1988
Für die Qualifikation wurden die Athletinnen in zwei Gruppen gelost. Die Qualifikationsweite für den direkten Finaleinzug betrug 62,50 m. Da genau zwölf Werferinnen diese Weite übertrafen (hellblau unterlegt), war die Mindestanzahl für die Finalteilnehmerinnen exakt erreicht, sodass das Finalfeld nicht weiter aufgefüllt werden musste.

### Gruppe A

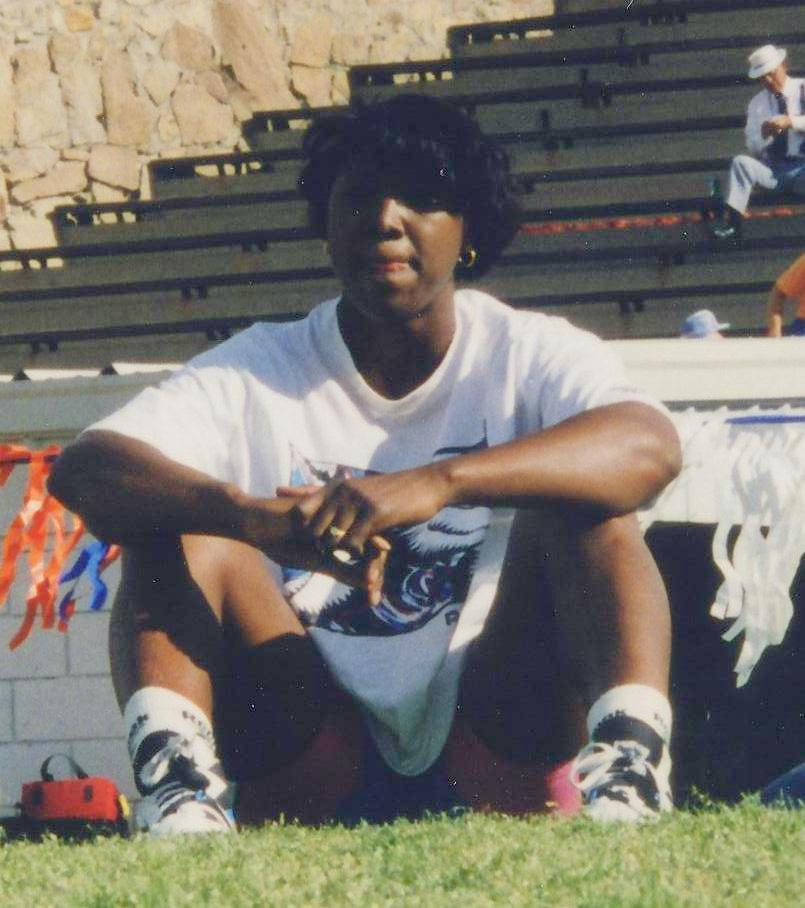
Wie zwei Tage später im Kugelstoßen scheiterte Connie Price in der Qualifikation – hier mit 57,04 m

9:10 Uhr
| Platz | Name                        | Nation              | 1. Versuch | 2. Versuch | 3. Versuch | Weite   |
| ----- | --------------------------- | ------------------- | ---------- | ---------- | ---------- | ------- |
| 1     | Zdeňka Šilhavá              | Tschechoslowakei    | 66,52 m    | –          | –          | 66,52 m |
| 2     | Diana Gansky                | DDR                 | 65,40 m    | –          | –          | 65,40 m |
| 3     | Svetla Mitkova              | Bulgarien           | 64,68 m    | –          | –          | 64,68 m |
| 4     | Laryssa Mychaltschenko      | Sowjetunion         | x          | x          | 64,32 m    | 64,32 m |
| 5     | Yu Hourun                   | Volksrepublik China | 61,22 m    | 62,86 m    | –          | 62,86 m |
| 6     | Galina Murašova             | Sowjetunion         | 57,28 m    | 61,46 m    | 62,54 m    | 62,54 m |
| 7     | Ramona Pagel                | USA                 | 57,50 m    | 55,86 m    | 53,12 m    | 57,50 m |
| 8     | Connie Price                | USA                 | 51,78 m    | 53,36 m    | 57,04 m    | 57,04 m |
| 9     | Jacqueline McKernan         | Großbritannien      | 50,92 m    | x          | x          | 50,92 m |
| 10    | Kim Chun-hee                | Südkorea            | 45,00 m    | x          | 45,88 m    | 45,88 m |
| NM    | Jeanne-Nicole Ngo Minyemeck | Kamerun             | x          | x          | x          | ogV     |

### Gruppe B
10:25 Uhr
| Platz | Name                 | Nation              | 1. Versuch | 2. Versuch | 3. Versuch | Weite   |
| ----- | -------------------- | ------------------- | ---------- | ---------- | ---------- | ------- |
| 1     | Martina Hellmann     | DDR                 | 67,12 m    | –          | –          | 67,12 m |
| 2     | Gabriele Reinsch     | DDR                 | x          | 59,18 m    | 66,88 m    | 66,88 m |
| 3     | Zwetanka Christowa   | Bulgarien           | 65,92 m    | –          | –          | 65,92 m |
| 4     | Elina Swerawa        | Sowjetunion         | 63,26 m    | –          | –          | 63,26 m |
| 5     | Carol Cady           | USA                 | 60,08 m    | 56,38 m    | 62,72 m    | 62,72 m |
| 6     | Hou Xuemei           | Volksrepublik China | 62,64 m    | –          | –          | 62,64 m |
| 7     | Renata Katewicz      | Polen               | 58,60 m    | 57,20 m    | 60,34 m    | 60,34 m |
| 8     | Xing Ailan           | Volksrepublik China | 57,74 m    | 59,26 m    | 59,20 m    | 59,26 m |
| 9     | María Isabel Urrutia | Kolumbien           | 53,82 m    | 48,90 m    | 52,06 m    | 53,82 m |
| 10    | Grace Apiafi         | Nigeria             | 49,84 m    | 49,52 m    | 48,40 m    | 49,84 m |
| 11    | Siololovau Ikavuka   | Tonga               | 44,94 m    | 43,28 m    | 43,78 m    | 44,94 m |

## Finale

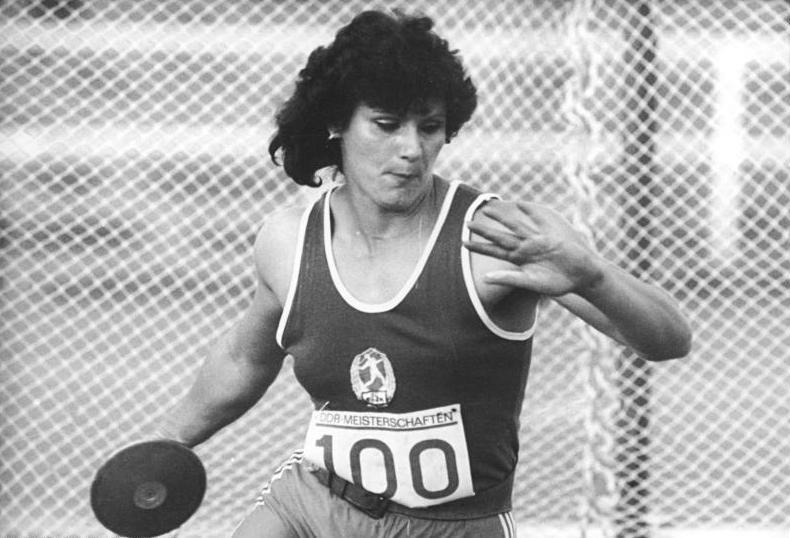
Olympiasiegerin Martina Hellmann,
frühere Martina Opitz

Datum: 29. September 1988, 13:15 Uhr
| Platz | Name                   | Nation              | 1. Versuch | 2. Versuch | 3. Versuch | 4. Versuch                                  | 5. Versuch                                  | 6. Versuch                                  | Endresultat | Anmerkung |
| ----- | ---------------------- | ------------------- | ---------- | ---------- | ---------- | ------------------------------------------- | ------------------------------------------- | ------------------------------------------- | ----------- | --------- |
| 1     | Martina Hellmann       | DDR                 | 71,84 m OR | 64,80 m    | 68,70 m    | 72,30 m OR                                  | 69,66 m                                     | 67,50 m                                     | 72,30 m     | OR        |
| 2     | Diana Gansky           | DDR                 | 65,58 m    | 66,14 m    | x          | 65,82 m                                     | 71,88 m                                     | 68,08 m                                     | 71,88 m     |           |
| 3     | Zwetanka Christowa     | Bulgarien           | 66,48 m    | 66,44 m    | 64,06 m    | 66,84 m                                     | 69,74 m                                     | 69,00 m                                     | 69,74 m     |           |
| 4     | Svetla Mitkova         | Bulgarien           | 63,62 m    | 65,74 m    | 65,56 m    | 67,24 m                                     | x                                           | 69,14 m                                     | 69,14 m     |           |
| 5     | Elina Swerawa          | Sowjetunion         | x          | 65,74 m    | 66,86 m    | x                                           | x                                           | 68,94 m                                     | 68,94 m     |           |
| 6     | Zdeňka Šilhavá         | Tschechoslowakei    | 67,40 m    | x          | 65,70 m    | 66,30 m                                     | 67,84 m                                     | 66,50 m                                     | 67,84 m     |           |
| 7     | Gabriele Reinsch       | DDR                 | 67,26 m    | 66,50 m    | 63,30 m    | 65,88 m                                     | 66,40 m                                     | x                                           | 67,26 m     |           |
| 8     | Hou Xuemei             | Volksrepublik China | 63,44 m    | 63,88 m    | 65,18 m    | 65,94 m                                     | 65,50 m                                     | 65,06 m                                     | 65,94 m     |           |
|       |                        |                     |            |            |            |                                             |                                             |                                             |             |           |
| 9     | Yu Hourun              | Volksrepublik China | 62,94 m    | x          | 64,08 m    | nicht im Finale der besten acht Werferinnen | nicht im Finale der besten acht Werferinnen | nicht im Finale der besten acht Werferinnen | 64,08 m     |           |
| 10    | Laryssa Mychaltschenko | Sowjetunion         | x          | 64,08 m    | x          | nicht im Finale der besten acht Werferinnen | nicht im Finale der besten acht Werferinnen | nicht im Finale der besten acht Werferinnen | 64,08 m     |           |
| 11    | Carol Cady             | USA                 | 60,82 m    | 61,06 m    | 63,42 m    | nicht im Finale der besten acht Werferinnen | nicht im Finale der besten acht Werferinnen | nicht im Finale der besten acht Werferinnen | 63,42 m     |           |
| NM    | Galina Murašova        | Sowjetunion         | x          | x          | x          | nicht im Finale der besten acht Werferinnen | nicht im Finale der besten acht Werferinnen | nicht im Finale der besten acht Werferinnen | ogV         |           |

Für das Finale hatten sich zwölf Athletinnen über die geforderte Qualifikationsweite qualifiziert. Gelungen war dies allen drei Teilnehmerinnen der DDR und der UdSSR. Hinzu kamen jeweils zwei Athletinnen aus Bulgarien und China. sowie jeweils eine Teilnehmerin aus der Tschechoslowakei und den Vereinigten Staaten.
Favoritinnen waren die drei Werferinnen aus der DDR Weltrekordlerin Gabriele Reinsch, Weltmeisterin Martina Hellmann, frühere Martina Opitz, und Europameisterin Diana Gansky, frühere Diana Sachse, sowie die WM-Dritte und Vizeeuropameisterin Zwetanka Christowa aus Bulgarien.
Im ersten Durchgang setzte sich Hellmann mit der neuen Olympiarekordweite von 71,84 m an die Spitze. Ihr am nächsten kam mit 67,40 m zunächst die Tschechoslowakin Zdeňka Šilhavá, Dritte war Reinsch mit 67,26 m. Diese Reihenfolge blieb bis einschließlich Runde vier unverändert. Nur die führende Hellman konnte sich auf 72,30 m verbessern. Doch die Durchgänge fünf und sechs brachten noch einmal alles durcheinander. Im fünften Versuch gelangen Gansky 71,88 m, womit sie auf Platz zwei vorstieß. Christowa warf den Diskus auf 69,74 m, das war Rang drei. Šilhavá verbesserte ihre Weite auf 67,84 m, blieb jedoch zunächst auf Rang vier. Im letzten Durchgang erzielte die Bulgarin Svetla Mitkova 69,14 m, was ihr in der Endabrechnung den vierten Platz brachte. Elina Swerawa aus der UdSSR blieb mit 68,94 m nicht weit dahinter und belegte Rang fünf. Auf den Medaillenrängen veränderte sich nichts mehr, Martina Hellmann wurde Olympiasiegerin mit neuem olympischen Rekord. Diana Gansky gewann die Silbermedaille und Bronze ging an Zwetanka Christowa. Damit war das Medaillenpodest in exakt der gleichen Folge belegt wie bei den Weltmeisterschaften 1987. Zdeňka Šilhavá war im letzten Durchgang auf Platz sechs zurückgefallen, für Gaby Reinsch reichte es mit ihrer Bestweite aus Durchgang eins nur zu Platz sieben.
Die hier erzielten hochkarätigen Weiten lagen auf dem in diesen Jahren gewohnten Spitzenniveau. Wie auch in anderen Disziplinen gab es in den folgenden Jahren einen stetigen Qualitätsrückgang – von zahlreichen Fachleuten gesehen als Folge eines veränderten Umgangs mit dem Thema Doping. Allerdings gelöst ist diese Problematik bis heute bei Weitem nicht. Immer wieder gibt es erschreckende Belege für Dopingmissbrauch großen Umfangs. Folge sind unter anderem Forderungen nach Rücknahme aller bestehenden Leichtathletik-Rekorde.

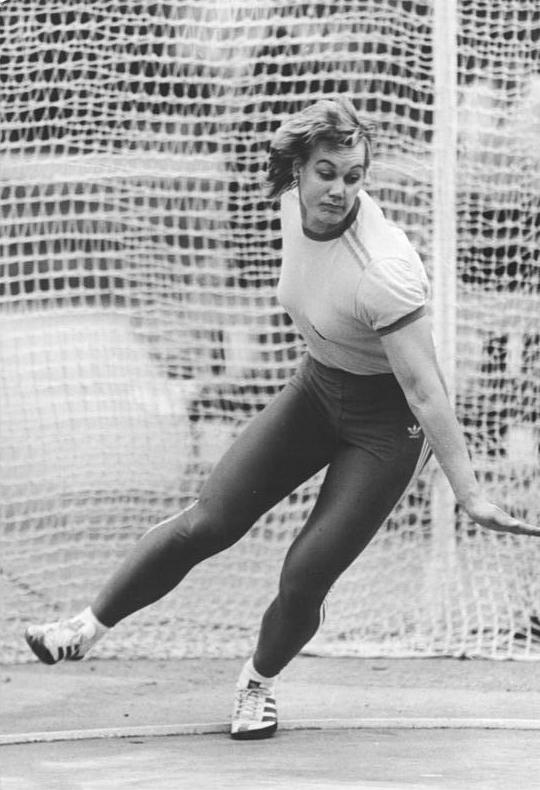
Diana Gansky, frühere Diana Sachse, Gewinnerin der Silbermedaille
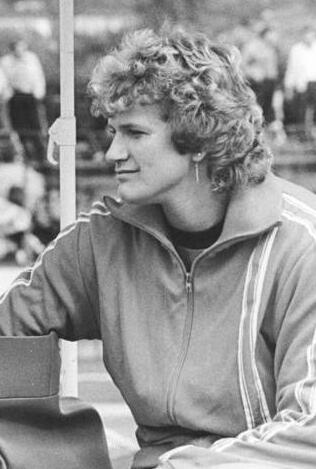
Gabriele Reinsch kam auf den siebten Platz

## Videolinks
- Martina Hellmann (DDR) Discus 71.84 meters (OR) at the 1988 Olympics Seoul, youtube.com, abgerufen am 12. Dezember 2021
- Martina Hellmann / 71.84m / Seoul / 1988, youtube.com, abgerufen am 2. Februar 2018